# Nikita (vedetă din România)
Nikita (n. 1974), pe numele adevărat Mihaela Ispas, este o vedetă de televiziune comericală din România, devenită celebră prin scandalurile pe care le provoacă deliberat în emisiunile la care este plătită să participe chiar cu acest scop, numai pentru a crește nivelul de audiență al acestora. Pentru natura îndoielnică a notorietății sale, publicația Gardianul o numește pe Nikita o „nonvedetă”. Pentru aceleași motive, Ispas a fost deseori menționată de tabloide și publicații de scandal de pe întreg spectrul media românesc, iar ocazional a fost amintită de jurnale ca una dintre reprezentantele proeminente ale „prostituției” mass-media și „bălăcărelii televizate” ale acestei perioade.

## Primii ani. Studii
Dată fiind disponibilitatea Nikitei de a face afirmații gratuite doar de dragul senzaționalului, mare parte din informațiile autobiografice existente sunt incerte. Conform declarațiilor Nikitei, părinții ei, Constantina și Daniel, au murit la cutremurul din 4 martie 1977; în acel moment, copila se afla în vizită la bunici, care au ales să nu-i dezvăluie moartea părinților și au dat-o spre adopție. Noii părinți, de etnie romă, au maltratat-o de-a lungul anilor în care a locuit cu ei. La vârsta de 15 ani, tânăra a luat o supradoză de medicamente, însă a fost salvată de o prietenă și transportată la Spitalul de Urgență Floreasca. Aici a fost internată vreme de trei zile, după care a fugit de la spital.
Nikita a urmat învățământul la Școala 171 din București. Acolo și-a câștigat o reputație de bătăușă.

## Activitate
Nikita a devenit celebră prin numeroasele scandaluri pe care le-a provocat de-alungul anilor în diferite posturi de televiziune și emisiuni. Totul a început cu slujba ei de bodyguard al vedetelor.
În 2004 a fost agresată fizic și verbal, după cum declară chiar ea, de Mușoiu Cătălin. În urmă cu un an, Nikita a depus la Poliție o plângere în care menționa că individul a încercat să o violeze. Deși a retras plângerea, ea susține că a primit numeroase amenințări și chiar a fost agresată într-un club bucureștean de Mușoiu. Într-o a doua plângere către Poliție a solicitat daune de 75.000 RON.

### Pugilismul și cariera muzicală
În 2004, a fost o perioadă din viața Nikitei în care aceasta a dorit să se afirme în box; astfel, a provocat-o la meci pe profesionista pugilistă Anca Ioniță, supranumită Savarina. Aceasta, la momentul luptei, avea vârsta de 19 ani și deja 7 ani de experiență în box. Lupta cu Savarina a fost difuzată la gala Local Kombat în 2004 și a durat două minute, timp în care s-au făcut schimb de lovituri superficiale, în unele momente Nikita chiar stând cu spatele la adversar, după care ea însăși a aruncat prosopul. Arbitrul a avut câteva intervenții.

După meci, în vestiar, Nikita a declarat public o revanșă, dar aceasta nu s-a materializat. Oficial, meciul fusese căștigat de Savarina. Au fost zvonuri cum că Nikita ar fi primit 10.000 de euro pentru cele două minute de luptă.
După eșecul în pugilism Nikita a căutat notorietate în muzică, fiind ajutată de compozitorul Adi Zainea, care a scris pentru ea șapte cântece romantice, incluse pe albumul Ce va fi cu noi, lansat în 2007. Nikita a declarat că persoana care a determinat-o să ia drumul muzicii a fost George, „dragostea vieții ei”. Nikita a apărut în videoclipul piesei „Ce va fi cu noi” și în calitate de dansatoare. În acest scop a luat lecții de dans modern, de trei ori pe săptămână.  Ulterior a fost invitată să interpreteze melodiile respective la diverse posturi de televiziune.

### Scrieri și cărți publicate
Ispas a declarat într-un interviu că are o înclinație pentru literatură. Obișnuită cu „greutățile vieții”, ea s-a ridicat prin artă - prin scris. La început a fost bestsellerul „Nikita, femeia cu suflet de bărbat”. A urmat un alt volum, „Nikita, singură pe lume”, o carte bine primită de public și de critici. Ea dorește să scrie o a treia carte, pe care a intitulat-o „Nikita - înger și demon”. De asemenea, a anunțat că vrea să publice o carte cu versuri, dar aceasta nu s-a materializat.

### Urmări
Datorită notorietății negative dobândite la televizor în urma scandalurilor și a eșecurilor de a se impune ca pugilistă sau cântăreață, Nikita a fost agresată fizic, împreună cu o prietenă de-a ei, de doi necunoscuți în piața Dorobanți cu bile de paintball. După ce a venit ambulanța, Nikita a depus o plângere la poliție și medicul legal împotriva atacatorilor care, însă, nu au fost identificați.
În 2007-2008, după perioade de absență din vizorul public, Nikita a fost invitată la diferite emisiuni, precum emisiunea Exclusiv cu Doru Iuga, la Poveștiri de noapte, cu Cabral, sau la emisiunea lui Dan Capatos, de la Antena 1.
Acolo ea fie răspundea parodiilor pe seama ei de la sitcomul Mondenii, care o imitau aproape în fiecare episod ca fiind cu o voce groasă și narcisistă, fie se afirma, povestind schimbările din viața ei, precum și faptul că era căsătorită și însărcinată.
În anul 2009, certurile dintre Nikita și Savarina, rivala ei de la meciul de box din 2004, s-au reluat, când Savarina și antrenorul ei, Marian Ivana, au venit în studioul emisiunii Poveștiri adevărate, pentru a-i spune Nikitei să „se astâmpere”, să se liniștească și să „nu mai arunce cu noroi în alți oameni”.

„Savarina este un nimeni absolut. Savarina vrea doar să-și facă imagine pe spatele meu, nu are cum să distrugă mitul Nikita, pentru că e prea puternic”, a explicat Nikita. În emisiune, Ioniță a făcut o dezvăluire despre adversara ei, Nikita. Ea a spus că aceasta a fost dezvirginată de către tatăl ei. Nikita a spus însă că nu este adevărat și că primul bărbat din viața ei a fost un mare portar din provincie.
Tot în 2009, Nikita lucrează intens la cea de-a treia carte, reluându-și activitatea scriitoricească, iar împreună cu celelalte două volume, susține:
| “ | În perioada în care voi sta acasă cu copilul, cred că voi primi de la stat în jur de 40 de milioane din drepturile de autor ale celor trei cărți scrise de mine! | ” |

### Alte  scandaluri
Tot în 2009, Nikita a fost implicată într-un alt scandal de proporții, fiind acuzată că ar fi încercat să o vândă pe bani pe Eva Kent (cu numele real Oana Oprea) pentru servicii sexuale. Nikita a susținut că, după încheierea emisiunii în care a fost față în față cu Oprea, a fost amenințată cu moartea de cinci indivizi în Piața Romană. Ea a declarat că presupușii agresori erau iubitul Oanei și câțiva prieteni de-ai acestuia.
De asemenea, un alt scandal din mass media a adus în atenția publicului faptul că soțul Nikitei, Cristian, a părăsit-o pe aceasta, deși este însărcinată, după care a declarat pentru revista Cancan:
| “ | A încercat de două ori să se sinucidă, numai să nu o părăsesc. Făcea crize de nervi și urla. În București, a înghițit un flacon de pastile, iar în Iași, acum o lună, a incercat să sară de la etajul șapte. Când am oprit-o, mi-a dat în cap cu masa de călcat si m-a mușcat de degete. | ” |

Aparent, au avut loc și unele violențe domestice, Cristian lovind-o pe Nikita cu palma. Ulterior, pe 2 mai 2009 la emisiunea Dan Diaconescu Direct, Nikita a negat aceste afirmații, susținând că au fost inventate de ea însăși.

## Critică asupra activității
De-alungul carierei sale, Nikita a fost dur criticată de ziare și reviste pentru creșterea popularității din scandalurile în care era implicată. A fost batjocorită de emisiunea Cronica Cârcotașilor și a avut un conflict cu Dan Diaconescu.
La sfârșitul anului 2007, Nikita a vrut să se răzbune pe aceștia. Într-o seară de miercuri, supărată de cum vorbesc cârcotașii despre ea pe post, Nikita s-a dus la Mănăstirea Țigănești din Ciolpani și a încercat să facă o ședință de spiritism, prin care să ceară ajutorul „câtorva cunoștințe”, spune ea, care și-au încheiat socotelile cu viața.
A cumpărat câteva lumânări și a început să se plimbe prin cimitirul mănăstirii și să le aprindă la câteva morminte. „Cu cât e mortul mai vechi, cu atât puterea lui e mai mare și te simți mai puternic. Acum vor vedea cât vor avea de suferit Huidu, Găinușă și Dan Diaconescu.
Așa cum s-au dus toți și au ajuns la doi metri sub pământ, așa vom ajunge fiecare. Aici la mănăstire vin mai mereu, pentru mine e tot timpul ușa deschisă, însă în seara asta voi ruga morții să mă ajute să mă răzbun”, a spus Nikita în timp ce aprindea lumânări la mormântul lui Erbașu.
După ce a rugat câteva măicuțe din mănăstire să o ajute, iar acestea au refuzat-o, a declarat:
„Nu vor să iasă cu mine, nicio problemă, mă voi duce singură la mormintele celor pe care îi cunosc și voi sta eu de vorbă cu ei, fără ajutorul nimănui”. Apoi s-a retras în cimitir.

## Viața personală
Viața personală a Nikitei a fost aproape singurul fapt cu care s-a prezentat aceasta în ochii publicului, dar problemele personale au ajuns foarte mediatizate în 2009, când, după o ceartă cu mama ei vitregă, urmată de scandaluri prin presă, Nikita a anunțat în cadrul unei emisiuni că se va sinucide (aparent a doua oară, dacă este luat în considerare incidentul când a aflat despre părinții ei adoptivi), iar cei care au urmărit emisiunea s-au pronuțat, în proprție de 80%, în favoarea sinuciderii. În ciuda faptului că este gravidă, ea a insistat asupra dorinței de a bea clor pentru a-și lua viața la Dan Diaconescu Direct la OTV. Nikita a apărut apoi pe 26 aprilie 2009 la Antena 1, la emisiunea lui Dan Capatos, într-un sicriu, pentru a ilustra afirmațiile anterioare. Totuși, se pare că totul a fost regizat, spre sfârșitul emisiunii aceasta ridicându-se din sicriu, spunând: „Nu mor caii când vor câinii, oameni buni!”. Scenariul a continuat, însă, căci pe 2 mai a apărut din nou la OTV cu gânduri sinucigașe. Tot acolo s-a aflat că ea urma să nască o fetiță, pe nume Mihaela Cristina.
Anunțând la diferite posturi de televiziune, cu luni în avans, că așteaptă un copil, Nikita a pozat gravidă în luna a opta într-o ținută sumară. Fotografiile au fost realizate de reporterii emisiunii Acces Direct, de la postul național de televiziune Antena 1. Pe lângă faptul că a fost nemulțumită tot timpul pictorialului, aceasta i-a înjurat pe cei care trebuiau să o aranjeze. Țipetele Nikitei au speriat toți clienții salonului respectiv, aceștia părăsind incinta în fugă. La final, patronii salonului „și-au făcut cruce și au zis să nu mai vadă picior de Nikita pe acolo”.
Apoi a urmat fotografierea.
După ce s-a liniștit, ea s-a internat în spital (din care s-a externat câteva ore pentru a merge la cofetărie) și, pe 25 mai 2009, asistată la naștere de Bogdan Marinescu, doctorul Andreei Marin, la maternitatea Giulești, a dat naștere unei fetițe sănătoase de 3 kg și jumătate, care a primit de la medici nota 10. Nikita a declarat apoi într-un interviu: „Nu mi-a venit să cred că am născut o fetiță atât de frumoasă, am plâns când am văzut-o de fericire. Am pupat-o și i-am spus ca o iubesc și că o să am grijă de ea toata viața. O să îi ofer ceea ce eu nu am avut, multă dragoste”.
Nikita susține că este de confesiune creștină, declarând că se duce adesea să se roage la biserica Sf. Mina. Într-un interviu, a afirmat că întotdeauna a dat crezare aforismului „nimic fără Dumnezeu”.

## Influențe
Nikita a influențat sitcomul de divertisment Mondenii, care o parodiază frecvent ca fiind narcisistă, grasă, incultă și violentă, ea devenind unul din cele mai populare personaje. Legat de satirizarea ei în cadrul acestei emisiuni, Nikita i-a insultat și amenințat la diferite programe televizate pe cei din distribuția sitcomului, în special pe Andreea Grămoșteanu - cea care o parodiază, declarând despre aceștia:
| “ | Da, sunt de acord cu interzicerea pamfletului. Sunt foarte nesimțiți. Nu suntem chiar așa cum ne fac ei. Nu sunt chiar așa de grasă și de incultă. Cei de la Divertis îmi plac, dar Mondenii nu! Au început să-mi placă și «Cârcotașii», după ce am avut o discuție cu ei. Nu știu dacă aș accepta să mă parodieze. Aș fi de acord să mă parodieze cei de la Divertis, dar «Mondenii» și «Cârcotașii», nu! | ” |

Invitată în decembrie 2008 la emsiunea de divertisment Vedete-n figuri, actrița Mirela Zeța a prezentat-o pe Nikita drept „Nikita din Romană” (o glumă frecventă în showul Mondenii), fapt care a enervat-o, ducând  la injurii adresate Mirelei.